# Listă de clasamente muzicale din Polonia

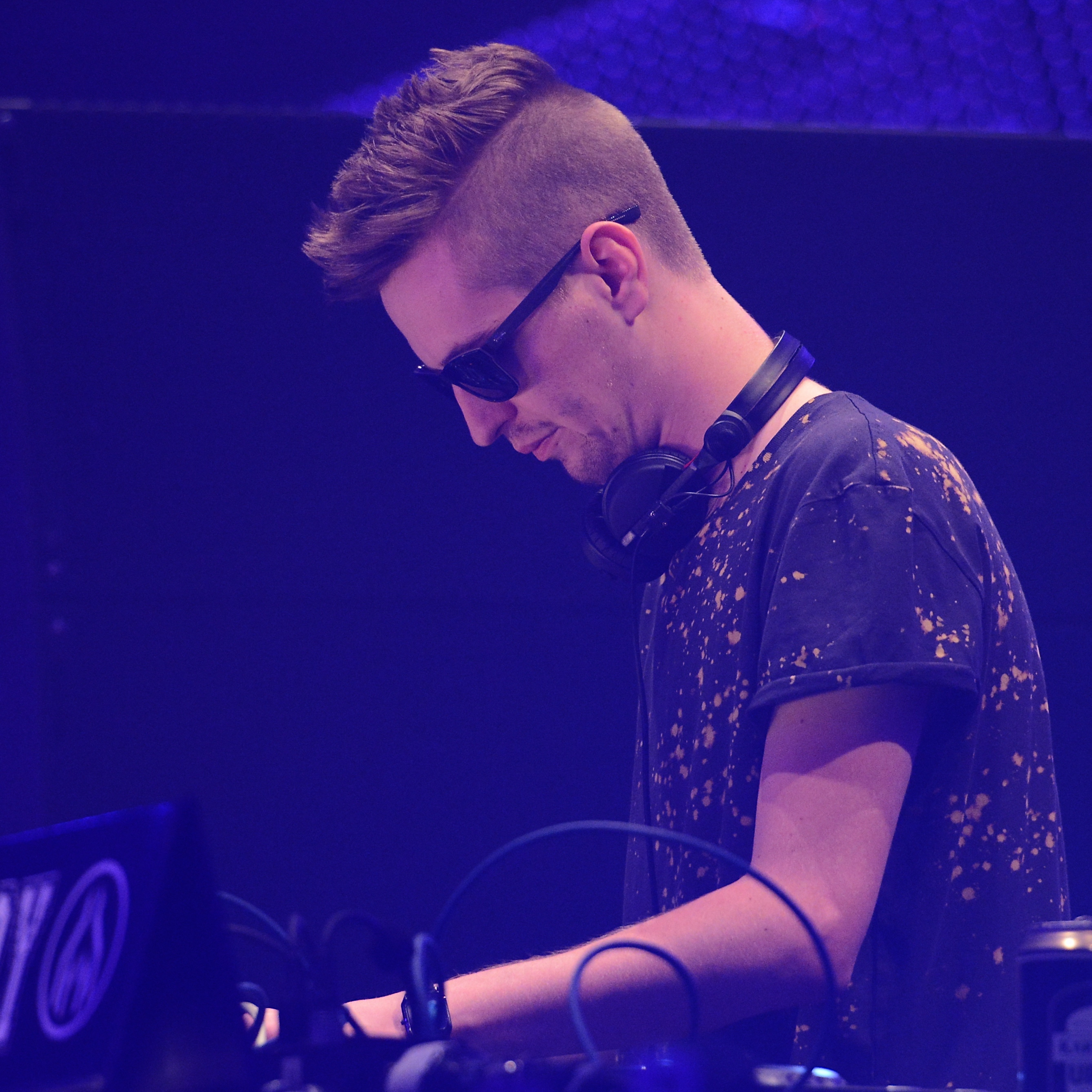
"Prayer in C" a stat pe prima poziție în clasament timp de șase săptămâni în anul 2014

În Polonia există două clasamente ale celor mai vândute albume și șapte clasamente ale pieselor.
Clasamentele celor mai bine vândute albume sunt:
- un top 100 realizat în baza informațiilor primite de la casele de discuri
- clasamentul OLiS (Oficjalna Lista Sprzedaży; în română „Clasamentul oficial al vânzărilor”), realizat în baza cifrelor exacte ale vânzărilor

Clasamentele cântecelor sunt realizate de Societatea Poloneză a Industriei Fonografice (Związek Producentów Audio Video). Începând cu anul 2010, site-ul oficial al ZPAV publică versiunea extinsă a clasamentelor poloneze:
- AirPlay Top – cele mai populare melodii de pe posturile de muzică poloneză (radio și TV)
- AirPlay Nowości (Top 5) – cele mai populare melodii noi (intrări noi în clasament)
- AirPlay Największe Skoki (Top 5) – cele mai mari urcări în clasament din săptămână
- AirPlay TV (Top 5) – cele mai populare videoclipuri de pe MTV Polska, VIVA Polska, VH1 Polska, Eska TV și 4fun.tv
- Top Dyskoteki (Top 50) – cele mai populare 50 de melodii din cluburi
- Top Centra Handlowe (Top 20) – cele mai populare melodii difuzate în magazinele de muzică și centrele comerciale (două clasamente)